# Jackie Loughery
Pour les articles homonymes, voir Loughery.
 (juillet 2013).
Si vous disposez d'ouvrages ou d'articles de référence ou si vous connaissez des sites web de qualité traitant du thème abordé ici, merci de compléter l'article en donnant les références utiles à sa vérifiabilité et en les liant à la section « Notes et références ».
Jackie Loughery quelquefois créditée sous son nom de scène Evelyn Avery, née le 18 avril 1930 à New York et morte le 23 février 2024 à Los Angeles, est une actrice américaine.

## Biographie
Jackie Loughery est la première Miss USA en 1952.
En 1952, elle remporte le titre à la suite d'un résultat ex æquo, après un second tour de scrutin. Elle continue à représenter les États-Unis au premier concours Miss Univers, où elle se classe neuvième.
Jackie Loughery signe alors un contrat avec Universal Pictures, qui la conduit à une carrière dans le cinéma et la télévision. Elle adopte le nom de scène d’Evelyn Avery, mais est plus souvent créditée sous son propre nom. En 1951, elle apparaît dans l'émission de variété Seven Eleven.

## Vie privée
Elle est mariée avec le chanteur Guy Mitchell en octobre 1953, puis se remarie avec l'acteur Jack Webb, en juillet 1958. Ils divorcent en mars 1964.
Jackie Loughery meurt le 23 février 2024 à l’âge de 93 ans.

## Filmographie

### Cinéma
- 1953 : Le Prince de Bagdad (The Veils of Bagdad) de George Sherman
- 1953 : Deux Nigauds chez Vénus (Abbott and Costello Go to Mars) de Charles Lamont : Miss U.S.A.
- 1953 : Take Me to Town de Douglas Sirk : Une fille qui danse dans la salle
- 1956 : Le Trouillard du Far West (Pardners) de Norman Taurog : Dolly Riley
- 1957 : Eighteen and Anxious de Joe Parker : Ava Norto
- 1957 au cinéma-1957 : The D.I. de Jack Webb : Annie
- 1958 : The Hot Angel (en) de Joe Parker : Mandy Wilson
- 1962 : A Public Affair de Bernard Girard : Phyllis Baines

### Télévision
- 1954 : Mr. District Attorney (Série TV) : Miss Miller
- 1955 : The Cisco Kid (Série TV) : Elle Marland
- 1956 : The West Point Story (en) (Série TV) : Claire Logan
- 1956 : Judge Roy Bean (en) (Série TV) : Letty Bean
- 1957 : State Trooper (Série TV) : Penny Lawrin
- 1957 : The Reluctant Eye (Série TV) : Dolores
- 1957-1958 : The Bob Cummings Show (Série TV) :  Harriet Burke / Jenny
- 1958 : The Millionaire (Série TV) : Meg Hogan
- 1958 : Alfred Hitchcock présente (Série TV) : Slats
- 1958 : 26 Men (Série TV) : Jackie
- 1958 : Frontier Doctor (Série TV) : Savannah Merrick
- 1960 : Dante (Série TV) : Emily
- 1960 : Au nom de la loi (Wanted Dead or Alive) (Série TV) : saison 3 épisode 6 (L'évadé) : Kitty Conners
- 1960 : Surfside 6 (Série TV) : Hazel Haynes
- 1961 : Bat Masterson (Série TV) : Martha Phelps
- 1961 : Miami Undercover (Série TV) : Wilma
- 1961 : King of Diamonds (Série TV) : Madge
- 1961 : Shannon (Série TV) : Melody Lark
- 1962 : La Grande caravane (Wagon Train) (Série TV) : Jenny Hartfield
- 1962 : The Third Man (Série TV) : Linda Landers
- 1963 : Ensign O'Toole (Série TV) : Arlene
- 1963 : L'Homme à la Rolls (Burke's Law) (Série TV) : Une fille
- 1963 : Perry Mason (Série TV) : Nell Grimes
- 1963 : Bonanza (Série TV) : L'autre femme
- 1964 : The Cara Williams Show' (Série TV) : Vicki
- 1966 : F Troop (Série TV) : Tanya
- 1969 : Docteur Marcus Welby (Marcus Welby M.D.) (Série TV) : Mary